# Тетрадекасамарийгенпентаконтазолото
Тетрадекасамарийгенпентаконтазолото — бинарное неорганическое соединение
самария и золота
с формулой Au51Sm14,
кристаллы.

## Получение
- Сплавление стехиометрических количеств чистых веществ:

{\displaystyle {\mathsf {14Sm+51Au\ {\xrightarrow {1210^{o}C}}\ Au_{51}Sm_{14}}}}

## Физические свойства
Тетрадекасамарийгенпентаконтазолото образует кристаллы
гексагональной сингонии, пространственная группа P 6/m, параметры ячейки a = 1,2673 нм, c = 0,9232 нм, Z = 1,
структура типа тетрадекагадолинийгенпентаконтазолота Gd14Au51
.
Соединение конгруэнтно плавится при температуре 1210 °C
.